# Татаюрт
Татаюрт (кум. Тота-юрт) — село в Бабаюртовском районе Дагестана.
Образует сельское поселение село Татаюрт как единственный населённый пункт в его составе.

## Географическое положение
Расположено на трассе Махачкала-Астрахань в 17 км от районного центра — села Бабаюрт.

## История
Село основано как немецкая колония Эйгенгейм. Текущее название дано в честь Тота Дебирова. Исторически относилось к Ногайскому участку Кумыкского округа. После Кавказской войны население переселилось в Бабаюрт. Вновь село основано в 1900 году немецкими переселенцами из Бессарабии под названием Эйгенгейм. Ими было приобретено 2000 десятин земли. В колонии имелась школа. В 1914 году в колонии проживало 458 человек.
7 августа 1915 года колония Эбенфельд переименована в хутор Ново-Николаевский.
Была разорена и покинута жителями в 1918 году, в результате чеченского набега. После окончательного установления Советской власти часть жителей вернулась. В 1928 году на месте бывшей колонии был организован овцеводческий совхоз «Татаюрт», который в 1936 году был переименован в совхоз № 1 «15 лет ДАССР». В 1944 году все лица немецкой национальности были высланы в Казахстан и Среднюю Азию, совхоз заселяется кумыками и ногайцами. После реабилитации в село вернулось несколько немецких семей, а также здесь поселились вернувшиеся чеченцы.

## Название села
Первоначально колония получила немецкое название Эйгенгейм. В период 1-й мировой войны, на волне борьбы с немецкими названиями, она получает название Новониколаевка. Так же она имела и третье название Хазаров. Среди кумыков и ногайцев она была известна под название Татаюрт (вариант Тотаюрт). После выселения немцев в 1944 году получает название Совхоз имени 15 лет ДАССР, а впоследствии Татаюрт.

## Население
| 1889  | 1905  | 1914  | 1939  | 1959  | 1970  | 1989  |
| ----- | ----- | ----- | ----- | ----- | ----- | ----- |
| 76    | ↗100  | ↗458  | ↗673  | ↗1651 | ↗2664 | ↘2411 |
| 2002  | 2010  | 2012  | 2013  | 2014  | 2015  | 2016  |
| ↗2568 | ↘2366 | ↗2378 | ↗2391 | ↗2431 | ↗2449 | ↘2443 |
| 2017  | 2018  | 2019  | 2020  | 2021  | 2023  | 2024  |
| ↗2459 | ↗2464 | ↘2433 | ↗2448 | ↗2888 | ↘2881 | ↗2910 |
| 2025  |       |       |       |       |       |       |
| ↘2909 |       |       |       |       |       |       |

На 2007 год в селе оставалось 3 немецкие семьи.
По данным Всероссийской переписи населения 2010 года:
| № | Национальность | Численность, чел. | Доля  |
| - | -------------- | ----------------- | ----- |
| 1 | ногайцы        | 737               | 31 %  |
| 2 | чеченцы        | 565               | 24 %  |
| 3 | кумыки         | 444               | 19 %  |
| 4 | аварцы         | 224               | 9,5 % |
| 5 | русские        | 116               | 4,9 % |
| 6 | даргинцы       | 104               | 4,4 % |
| 7 | лакцы          | 75                | 3,2 % |
| 8 | немцы          | 4                 | 0,2 % |
| 9 | другие         | 97                | 4 %   |

По данным Всероссийской переписи населения 2021 года:	
| №        | Национальность | Численность, чел. | Доля    |
| -------- | -------------- | ----------------- | ------- |
| 1        | ногайцы        | 876               | 30,33 % |
| 2        | кумыки         | 651               | 22,54 % |
| 3        | чеченцы        | 645               | 22,33 % |
| 4        | аварцы         | 248               | 8,58 %  |
| 5        | даргинцы       | 171               | 5,92 %  |
| 6        | русские        | 124               | 4,29 %  |
| 6.000001 | не указавшие   | 9                 | 0,31 %  |
| 6.000002 | прочие         | 164               | 5,67 %  |
| 6.000003 | всего          | 2 888             | 100 %   |